# Bataille de Chemillé (11 avril 1793)
Pour les articles homonymes, voir Bataille de Chemillé.
Guerre de Vendée
Batailles
La bataille de Chemillé, également connue sous le nom de Choc de Chemillé, se déroule le 11 avril 1793 lors de la guerre de Vendée. Elle s'achève par la victoire des Vendéens, qui repoussent l'attaque des républicains visant à prendre la petite ville de Chemillé.

## Prélude
Le 9 avril 1793, les représentants en mission Choudieu et Richard donnent l'ordre au général Jean-François Berruyer, le commandant des forces républicaines à Angers, de lancer une offensive contre les territoires insurgés. Celui-ci s'exécute à contre-cœur, estimant que les troupes sous ses ordres ne sont pas encore assez nombreuses.
Le 10 avril, les forces d'Angers se mettent en marche, divisées en trois corps,. Le premier, commandé par Gauvilliers et fort de 4 000 hommes, doit suivre la Loire. Le deuxième, commandé directement par Berruyer et Duhoux de Hauterive et également fort de 4 000 hommes, part de Saint-Lambert-du-Lattay et marche sur Chemillé,. Le troisième, commandé par Leigonyer et fort de 5 000 8 000 hommes, doit prendre Coron et Vezins. De plus, les 3 000 hommes de Quétineau postés à Bressuire reçoivent l'ordre de marcher sur Les Aubiers afin de menacer les Vendéens sur leur flanc droit.
Berruyer divise son corps en deux colonnes : la première, commandée par lui-même et avec pour seconds Menou et Mangin, doit attaquer directement Chemillé par le nord ; la seconde, commandée par Duhoux, passe par La Jumellière, où elle débusque un poste de 600 à 700 Vendéens. En route, les soldats républicains brûlent un village et massacrent plusieurs habitants au Pont-Barré.

## Déroulement
Le 11 avril, à midi, les troupes de Berruyer sont devant Chemillé,,. Commandés par Maurice d'Elbée et Jacques Cathelineau, les Vendéens sont retranchés sur la grande route et derrière l'Hyrome,. La petite ville a été fortifiée par les insurgés. Tous les ponts qui traversent la rivière sont coupés,, tandis qu'une tranchée et une redoute, où sont placés des canons, coupent la grande route d'Angers. Enfin l'église Saint-Pierre est crénelée : un retranchement en terre l'entoure et des meurtrières sont percées dans les murailles.
Berruyer donne à Menou le commandement du flanc droit, tandis que lui-même prend la tête du flanc gauche. Les bleus passent alors à l'attaque et franchissent la rivière. Au centre, les gendarmes de la 35e division s'emparent dans un premier temps d'une batterie d'artillerie,, mais l'assaut est finalement repoussé et les volontaires démoralisés, franchissent Hyrome en sens inverse. Cependant les forces de Duhoux arrivent ensuite en renfort pour soutenir Menou,. Un nouvel assaut est lancé et cette fois les républicains bousculent les lignes vendéennes, s'emparant des retranchements, puis prennent position sur la place de l'église Saint-Pierre. Cinq canons sont enlevés, un autre est encloué et jeté dans la rivière. Alors que la nuit tombe, la ville est le théâtre de combats confus au corps-à-corps.
Des prisonniers patriotes liés entre eux et placés en première ligne comme boucliers humains profitent alors du désordre pour s'élancer vers les lignes républicaines,. Mais dans l'obscurité, des volontaires confondent ce mouvement avec une attaque ennemie et prennent la fuite,. Sur la place Saint-Pierre, les combattants retranchés dans l'église résistent et un insurgé fait exploser une réserve de munitions, aggravant encore la panique des patriotes. D'Elbée s'aperçoit alors du désarroi dans les rangs républicains et lance une contre-attaque,. Finalement le général Berruyer ordonne la retraite et se replie sur Saint-Lambert-du-Lattay, où il arrive à minuit,.
Le soir du 11 avril, Chemillé reste aux mains des Vendéens. Le combat a duré près de 10 heures.

## Pertes
Après les combats, le général Berruyer et le représentant Choudieu déclarent que les insurgés ont perdu environ 600 hommes. Le 13 avril, le représentant en mission Richard, au nom des commissaires de la Convention envoyés dans les départements de Maine-et-Loire et de la Sarthe, annonce un bilan de 15 morts chez les républicains, contre 500 à 600 tués chez les « brigands », 133 patriotes délivrés et six canons capturés. Le prêtre réfractaire Jacques Cantiteau affirme pour sa part avoir vu dans des « papiers officiels », mais sans davantage de précision, que 1 500 républicains furent mis hors de combat à Chemillé, mais ce nombre est très probablement exagéré,. En 1840, l'historien militaire Patu-Deschautschamps, donne un bilan de 15 tués, dont deux officiers, et 60 blessés du côté des républicains et porte les pertes vendéennes entre 200 et 300. Il fait également état de 133 prisonniers délivrés et de cinq canons capturés par les républicains. 
Environ 400 républicains auraient également été faits prisonniers,.
Selon une étude publiée par Manuel Jobar en 2007, les insurgés originaires de Chemillé payent un lourd tribut : 10 % des hommes pour lesquels un état de service est disponible — soit 602 insurgés chemillois répertoriés — ont été tués lors de cette bataille.
L'adjudant-général républicain Mangin, et le chef vendéen Jean Perdriau figurent également parmi les morts de cette bataille. Le général Charles Duhoux de Hauterive est quant à lui blessé à la jambe.

## LePaterde d'Elbée
Après la bataille, des combattants vendéens se rassemblent devant l'église de Chemillé en réclamant la mise à mort des prisonniers républicains qui y sont enfermés,. Le général d'Elbée arrive alors au milieu de la foule pour tenter de ramener le calme,. À sa demande, les hommes se mettent à genou pour réciter le Pater Noster,. Cependant lorsque les insurgés arrivent aux paroles « pardonnez-nous nos offenses, comme nous pardonnons à ceux qui nous ont offensés », d'Elbée les interrompt : « Arrêtez ! Ne mentez pas à Dieu ! Vous osez lui demander de vous pardonner comme vous pardonnez aux autres alors que vous êtes prêts à vous venger de vos ennemis ! »,. Ces déclarations ne provoquent aucune contestation et les prisonniers sont ainsi sauvés,,. L'épisode est alors appelé le « Pater de d'Elbée »,.

## Conséquences
Dans son rapport du 12 avril, le général Berruyer se plaint du comportement des volontaires, qu'il accuse de lâcheté. Mais il déplore également le mauvais état dans lequel ces derniers sont maintenus : « Je dois dire et répéter que je ne peux compter sur les volontaires qui sont ici. La plupart n'ont que de mauvais fusils de chasse, sans baïonnettes ; il y en a même très-peu qui sachent ce que c'est qu'une arme. Si j'avais quatre bataillons comme la trente-cinquième division de gendarmerie, je répondrais du succès ; cependant je ne cesserai de dire qu'il est de la plus haute importance de faire cesser les troubles de ce pays-ci ».
La victoire des Vendéens à Chemillé, est cependant sans lendemain. Le même jour, Bonchamps est battu par Gauvilliers au Mesnil-en-Vallée, tandis que Stofflet est repoussé à Coron par Leigonyer,. Menacés sur leurs flancs et presque à court de munitions, D'Elbée et Cathelineau sont contraints de battre en retraite et le soir du 12 avril, toutes les forces angevines se rassemblent à Beaupréau. Sur les conseils de Bonchamps, les chefs vendéens décident un repli sur Tiffauges. Le 13 avril, Chemillé est occupée par les forces de Berruyer. Puis le 17 avril, Cholet est reprise par les républicains. Cependant Berruyer fait l'erreur de ne pas se lancer à la poursuite de l'armée d'Anjou. Obnubilé par le mauvais état de ses troupes, il ignore que les insurgés sont dans une situation bien pire encore.